# Asterix & Obelix 2: Mission Kleopatra
Asterix & Obelix 2: Mission Kleopatra er en fransk film fra 2002 med Gérard Depardieu og Christian Clavier i hovedrollerne.
I Danmark solgte filmen 93.016 billetter

## Handling
Da Cæsar er på besøg hos Kleopatra og praler af Romerrigets storhed, lover Kleopatra, at hun på blot tre måneder vil opføre et overdådigt palads til ham – for derved at demonstrere, at ægypterne stadig er et stort folk. Hun befaler den ellers travlt optagede arkitekt Linealis at stå for projektet. Vel vidende at han vil blive kastet for dronningens krokodiller, hvis ikke det lykkes ham, rejser han til Gallien for at bede sin fars gamle ven Miraculix om hjælp.
Ledsaget af Miraculix, Asterix og Obelix rejser Linealis tilbage til Ægypten og forestår byggeriet, som er påbegyndt af Linealis' skriver, Papiris. Ved hjælp af Miraculix' trylledrik, der giver arbejderne uovervindelige kræfter, skrider byggeriet fremad på rekordtid. Men tiden er knap, og der er mange, der ikke ønsker, at paladset skal blive færdigt til tiden.

## Medvirkende
| Rolle        | Skuespiller       | Dansk stemme     |
| ------------ | ----------------- | ---------------- |
| Asterix      | Christian Clavier | Anders Bircow    |
| Obelix       | Gérard Depardieu  | Thomas Eje       |
| Miraculix    | Claude Rich       | Paul Hüttel      |
| Linealis     | Jamel Debbouze    | Thure Lindhardt  |
| Kleopatra    | Monica Bellucci   | Iben Hjejle      |
| Julius Cæsar | Alain Chabat      | Henrik Koefoed   |
| Criminalis   | Gérard Darmon     | Søren Spanning   |
| Papiris      | Édouard Baer      | Peter Zhelder    |
| Mallebroksis | Jean Benguigui    | Ole Thestrup     |
| Rødskæg      | Bernard Farcy     | Bent Mejding     |
| Gimmiakis    | Noémie Lenoir     | Bolette Schrøder |
| Sucettalanis | Marina Foïs       | Puk Scharbau     |
| Sonofonis    | Isabelle Nanty    | Ann Hjort        |
| Fortæller    | Pierre Tchernia   | Claus Bue        |
| Ceplus       | Dieudonné         | Kristian Halken  |
| Nexusis      | Édouard Montoute  |                  |
| Cartapus     | Chantal Lauby     |                  |